# Greenwich, New York
Greenwich är en kommun (town) i Washington County i delstaten New York, USA.